# Living in Stereo
Living in Stereo (englisch für „Leben in Stereo“) ist ein Lied des deutschen Danceprojekts R.I.O. aus dem Jahr 2013, in Zusammenarbeit mit dem spanischen Reggaesänger Glasford Howard.

## Entstehung und Veröffentlichung
Das Lied wurde von den beiden R.I.O.-Mitgliedern Manuel Reuter (Manian) und Yann Pfeifer (Yanou) getextet, komponiert sowie produziert. Beim Schreibprozess bekam das Duo Unterstützung durch Andres Ballinas.
Die Erstveröffentlichung von Living in Stereo erfolgte als Single am 15. März 2013 bei Kontor Records. Diese erschien als digitale Maxi-Single mit sechs verschiedenen Versionen des Liedes (Katalognummer: ZD355). Am 10. Mai desselben Jahres erschien das Lied als Teil von R.I.O.s vierten Studioalbum Ready or Not (Katalognummer: 1062980KON), dessen erste Singleauskopplung es ist.

## Musikvideo
Das dazugehörige Musikvideo entstand unter der Regie von Lina Schütze und feierte seine Premiere am Tag der Singleveröffentlichung auf der Videoplattform YouTube. Es zeigt einen Jungen und ein Mädchen, die unzertrennlich sind und alles Mögliche gemeinsam erleben. Sie essen Eis zusammen, tanzen mit einer Truppe Tänzer zusammen, machen Musik, klauen sich Kekse und vieles mehr. Zum Schluss sind sie bei Akrobaten, die Kunststücke auf einem Stahlseil aufführen.

## Rezeption
Sebastian Wernke-Schmiesing von der Seite „Dance-Charts“ gab eine positive Bewertung und schrieb:

„R.I.O. bringen uns mit "Living In Stereo" eine schöne, lockere Sommernummer. Gitarren und ein schöner Groove ziehen sich durch den Titel. Vocals im Reggaeton Style (die nicht von U-Jean gesungen wurden) lassen uns genau in diesem Moment an die Karibik denken... Genau so verhält es sich auch mit dem offiziellen Video zur Single: Urlaubs- und Sommerfeeling werden hier transportiert und das passt perfekt zum Song. Die Atmosphäre stimmt. Da bekommt man glatt Lust auf den Süden. Und das obwohl draussen gerade Minustemperaturen herrschen.“

## Chartplatzierungen
| ChartsChartplatzierungen | Höchstplatzierung | Wochen |
| ------------------------ | ----------------- | ------ |
| Deutschland (GfK)        | 70 (1 Wo.)        | 1      |
| Österreich (Ö3)          | 41 (3 Wo.)        | 3      |
| Schweiz (IFPI)           | 32 (1 Wo.)        | 1      |